# 3-я бронетанковая дивизия (США)
3-я бронетанковая дивизия (англ. 3rd Armored Division, официальное прозвище — «Остриё копья» (англ. Spearhead)) — тактическое соединение Армии США. Имела неофициальное прозвище «Третье стадо» (англ. Third Herd). Дивизия была сформирована в 1941 году и активно участвовала на европейском театре военных действий в годы Второй мировой войны. После окончания войны, дивизия была размещена в ФРГ, где дислоцировалась на протяжении всей Холодной войны и участвовала в Войне в Персидском заливе. 17 января 1992 года дивизия была расформирована в Германии. В октябре 1992 года она была официально распущена в формате общего сокращения военных сил в связи с окончанием Холодной войны.

## Вторая мировая война

### Создание
Дивизия была сформирована 15 апреля 1941 года в лагере Борегар (Camp Beauregard), штат Луизиана. В июне 1941 года она переехала в лагерь Полк Луизиана (Camp Polk Louisiana) (теперь Форт-Полк). 9 марта 1942 года она перешла в состав сухопутных войск и была передана в состав 2-го армейского корпуса. В июле 1942 года она была переведена в лагерь Янг (Camp Young), штат Калифорния, и с августа по октябрь 1942 года принимала участие в манёврах в Учебном центре в пустыне. Он покинул лагерь Янг в январе 1943 года и переехал в форт Индианаун Гэп, штат Пенсильвания.
3-я бртд прибыла в европейский театр военных действий 15 сентября 1943 года, проводя подготовку перед вторжением в Ливерпуле и Бристоле. Она оставалась в Сомерсете (Англия), до 24 июня 1944 года, когда она отправилась участвовать в операциях в Нормандии.

### Организация
3-я бронетанковая дивизия была организована как «тяжёлая» бронетанковая дивизия, как и её коллега, 2-я бронетанковая дивизия («Ад на колёсах»). Позже американские бронетанковые дивизии с большими номерами во Второй мировой войне были менее «тяжёлыми», с более высоким отношением моторизованной пехоты к танкам, основываясь на уроках боевых действий в Северной Африке.
Будучи «тяжёлой» дивизией, 3-я бронетанковая дивизия имела 2 бронетанковых полка, в общей сложности 4 средних танковых батальона и два лёгких танковых (18 рот) вместо трёх бронетанковых батальонов, содержащих оба типа танков (12 рот), 232 средних танка вместо 168, выделенных лёгкой. Бронетанковая дивизия насчитывала более 16 000 человек вместо обычных 12 000, имевшихся в «лёгких» бронетанковых дивизиях. Каждый тип дивизии имел пехотный компонент из трёх моторизованных батальонов.
Основными подразделениями дивизии были 36-й моторизованный полк, 32-й бронетанковый полк, 33-й бронетанковый полк, 23-й инженерный батальон, 83-й разведывательный батальон и 143-я рота связи. Во время Второй мировой войны они были организованы в оперативные группы, известные как боевые команды (combat command) A, B и R (резервная).
В дополнение к основным подразделениям во время различных операций к дивизии был присоединён ряд других подразделений различных родов войск.
В течение 1944 и 1945 годов в состав 3-й бронетанковой дивизии входили:
Боевые подразделения
- 32-й бронетанковый полк (32nd Armored Regiment)
- 33-й бронетанковый полк (33rd Armored Regiment)
- 36-й моторизованный полк (36th Armored Infantry Regiment)
- 54-й артиллерийский дивизион (54th Armored Field Artillery Battalion)
- 67-й артиллерийский дивизион (67th Armored Field Artillery Battalion)
- 39-й артиллерийский дивизион (391st Armored Field Artillery Battalion)
- 143-я рота связи (143rd Signal Company)
- 23-й инженерный батальон (23rd Armored Engineer Battalion)
- 83-й разведывательный батальон (83rd Armored Reconnaissance Battalion)
- 533-й батальон военной разведки (533rd Military Intelligence Battalion) (CEWI)

Подразделения управления
- Штабная рота (Headquarters Company, 3rd Armored Division)
- Сервисная рота (Service Company, 3rd Armored Division)
- Транспортный отдел (Division Trains)
- Батальон материального обеспечения (Supply Battalion)
- 45-й медицинский батальон (45th Armored Medical Battalion)
- 503-й отряд контрразведки (503rd Counter Intelligence Corps Detachment)

Прочие
- 643-й противотанковый артиллерийский дивизион (643rd Tank Destroyer Battalion) (с 22 по 26 декабря 1944 года)
- 703-й противотанковый артиллерийский дивизион (703rd Tank Destroyer Battalion) (с 25 июня 1944 года по 17 декабря 1944 года; со 2 января 1945 года по 9 мая 1945 года)
- 803-й противотанковый артиллерийский дивизион (803rd Tank Destroyer Battalion) (с 25 июня 1944 года по 2 июля 1944 года)
- 413-й зенитный артиллерийский дивизион (413th AAA Gun Battalion) (с 7 июля 1944 года по 16 июля 1944 года)
- 486-й зенитный пулемётный дивизион (486th AAA Auto-Weapons Battalion) (с 25 июня 1944 года по 9 мая 1945 года)

### Боевые действия
Первые части 3-го бронетанковой дивизии во Франции вступили в бой 29 июня 1944 года, а дивизия в целом начала боевые действия 9 июля 1944 года. В течение этого времени она некоторое время находилась под командованием 7-го армейского и 18-го воздушно-десантного корпусов, и находилась в составе 1-й полевой армии 12-й группы армий в ходе войны.
Подразделение «возглавило» 1-ю полевую армию США во время продвижения через Нормандию, приняв участие в ряде сражений, в частности, в битве при Сен-Ло, где она понесла значительные потери. Столкнувшись с тяжёлыми боями в живых изгородях и разработав методы для преодоления обширных зарослей кустарника и земли, которые ограничивали его подвижность, подразделение соединилось у Мариньи с 1-й пехотной дивизией и повернуло на юг к Майенну. Инженеры и ремонтные подразделения взяли металлические конструкции созданные для противодействию англо-американскому вторжению с пляжей в Нормандии и использовали балки для сварки больших перемычек на передней части танков M4 Sherman. Затем танки могли прорываться сквозь заграждения на высокой скорости, не обнажая уязвимой ходовой танков. Пока это не произошло, они не могли пересечь заграждения.
Оказав помощь в закрытии фалезского и аржантанского котлов, в которых находилась немецкая 7-я полевая армия, дивизия завершила боевые действия под Путанжем к 18 августа 1944. Через шесть дней продвижение дивизии ускорилось через Курвиль и Шартр, и она расположилась на берегу Сены. В ночь на 25 августа 1944 года началось форсирование Сены силами дивизии; 3-я бронетанковая дивизия прошла через северную Францию, достигнув Бельгии 2 сентября 1944 года.
На пути дивизии были освобождены Мо, Суассон, Лан, Марль, Монс, Шарлеруа, Намюр и Льеж. Именно в Монсе дивизия окружила 40 000 солдат вермахта и захватила 8000 пленных.

### Вторжение в Германию
10 сентября 1944 года 3-я бронетанковая дивизия выпустила на немецкую землю то, что, по её утверждению, было первым американским полевым артиллерийским снарядом войны. Два дня спустя 3-я бронетанковая дивизия пересекла границу Германии и вскоре прорвалась через линию Зигфрида, приняв участие в битве в Хюртгенском лесу.
3-я бронетанковая дивизия продолжала сражаться во время битвы на Арденнах, к северу от самого глубокого проникновения немецких войск. Дивизия затем была переброшена на юг для наступления, призванного помочь уничтожить выпуклость и выровнять фронт 1-й полевой армии с 3-й полевой армией Паттона, сражающейся на севере от Уффализа. Она разорвала жизненно важную для немцев автомагистраль, ведущую к Сен-Виту, а затем достигла Льернё в Бельгии, где остановилась для ремонта.
После месяца отдыха дивизия продолжила наступление на востоке, и 26 февраля 3-я бронетанковая дивизия продолжила движение по Германии, когда обе боевые команды ринулись через реку Рур и захватили несколько городов, пересекли канал Эрфт и наконец прорвались к Рейну для захвата Кёльна к 7 марта. Две недели спустя она пересекла Рейн к югу от Кёльна в Бад-Хоннефе.
31 марта командующий дивизией генерал-майор Морис Роуз свернул за угол в своём джипе и оказался лицом к лицу с немецким танком. Когда он вытащил свой пистолет, немецкий командир танка застрелил генерала.
За Кёльном дивизия захватила Падерборн, чтобы закрыть рурский котёл. В апреле дивизия пересекла реку Зале, к северу от Галле, и помчалась к Эльбе навстречу к Рабоче-крестьянской Красной армии.
11 апреля 1945 года 3-я бронетанковая дивизия обнаружила концентрационный лагерь Дора-Миттельбау. Подразделение впервые прибыло на место происшествия, сообщив в штаб-квартиру, что оно обнаружило большой концентрационный лагерь недалеко от города Нордхаузен. Обратившись за помощью к 104-й пехотной дивизии, 3-я бронетанковая немедленно начала развозить около 250 больных и голодающих заключённых в близлежащие больницы.
Последними крупными сражениями 3-й дивизии в войне была битва при Дессау, который дивизия захватила 23 апреля 1945 года после трёхдневного боя. После боевых действий в Дессау дивизия перешла в резерв в Зангерхаузене. Оккупационные обязанности возле Лангена были переданы подразделению после дня V-E, роль, которую он выполнял до расформирования 10 ноября 1945 года.

### Потери
- Всего боевых потерь: 9243[5]
- Убит в бою: 1810[5]
- Ранен в бою: 6963[5]
- Пропавшие без вести: 104[5]
- Военнопленные: 366[5]

## Холодная война

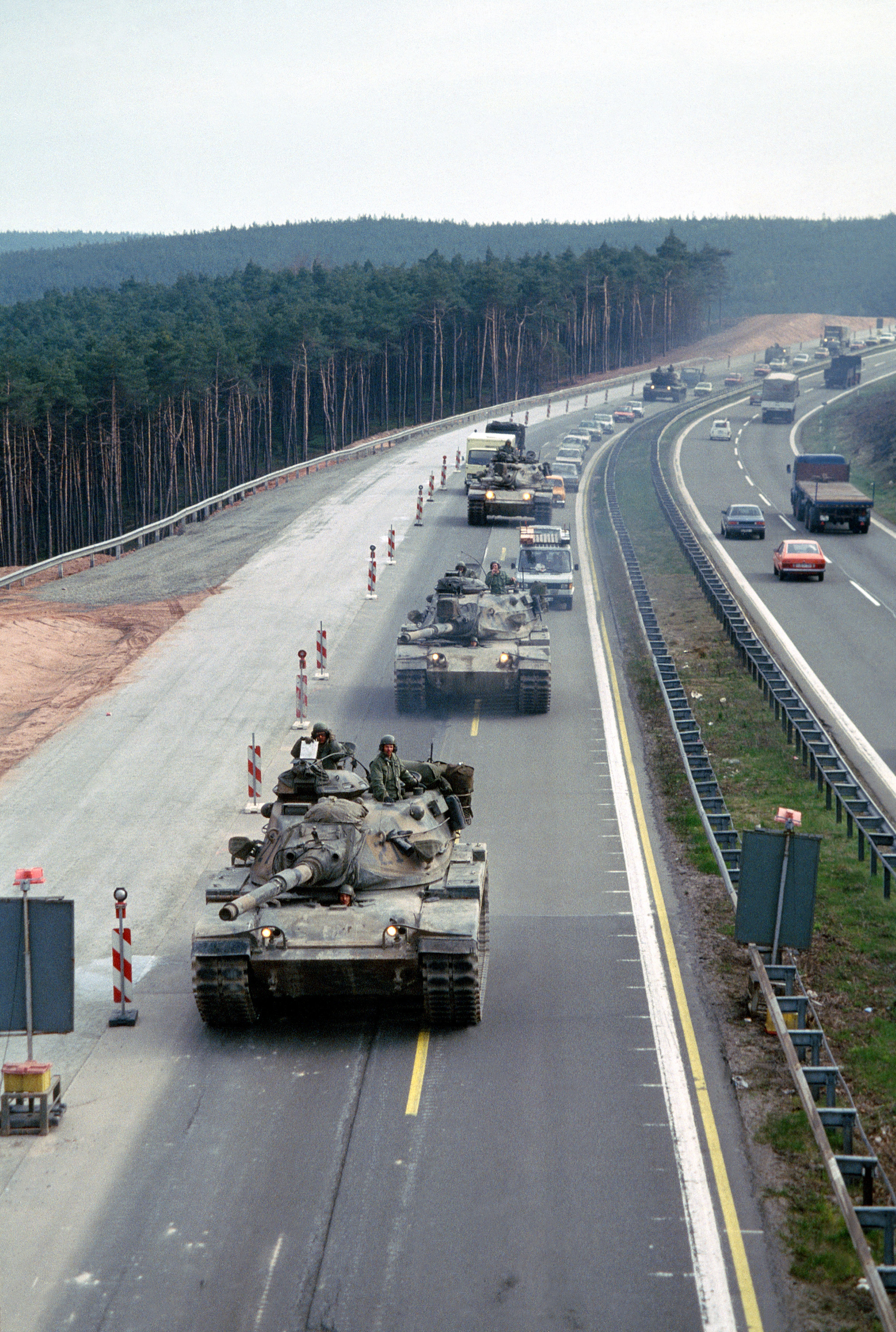
M60A3 3-й бронетанковой дивизии возле авиабазы Зембах в ФРГ. 26 апреля 1986 года.

В разгар Холодной войны дивизия имела свою собственную эскадрилью ударных вертолётов «Апач».
Дивизия заново сформирована 15 июля 1947 года в Форт-Ноксе, штат Кентукки, чтобы действовать в качестве учебного формирования. В 1955 году 3-я бронетанковая дивизия была реорганизована в боевую и в следующем году отправлена в Германию. Она заменила 4-ю пехотную дивизию в рамках программы «Операционный гироскоп». Это была первая бронетанковая дивизия США, размещённая к востоку от Рейна в годы Холодной войны. 3-я бронетанковая дивизия со штаб-квартирой во Франкфурте-на-Майне прослужила в Германии приблизительно 36 лет, с мая 1956 года по июль 1992 года, за исключением времени, проведённого в Саудовской Аравии и Ираке во время подготовки к Войне в Персидском заливе. Три главных боевых штаба для 3-й бртд были: (1) Эйерские Казармы в Кирх-Гоенсе и Шлосские Казармы в Буцбахе (силы в этих казармах первоначально сформировали боевую команду «Эй» 3-й бронетанковой дивизии), (2) Колманских Казармах в Гельнхаузене (боевая команда «Би» / 2-я бригада); и (3) Рэйские Казармы в Фридберге (БК «Си» / 3-я бригада).
Основная задача 3-й бртд в период с мая 1956 года по июль 1992 года состояла в том, чтобы в случае войны защитить фульдский коридор вместе с другими формированиями НАТО от прорыва численно превосходящих сил ГСВГ. В июне 1962 года USAREUR максимально увеличил численность войск времён Холодной войны; это число никогда не было достигнуто снова. Также в июне 1962 года ядерные боеголовки для Дэйви Крокетт прибыли в USAREUR (манёвренный артдивизион 3-й бртд использовал ядерные безоткатные орудия Davy Crockett). В конце октября 1962 года во время Карибского кризиса не было горячей линии между Вашингтоном и Москвой; советские силы, в том числе и в Группе советских войск в Германии (ГСВГ), были приведены в режим повышенной боеготовности. Две из пяти армий в ГСВГ были расположены таким образом, чтобы прорываться через фульдский коридор. Это были 8-я гвардейская армия (три мотострелковые дивизии и одна танковая дивизия) и 1-я гвардейская танковая армия (четыре танковые дивизии и одна мотострелковая дивизия). С 1963 года реорганизация ОШС (Reorganization Objective Army Division (ROAD)) привела к организационным изменениям в трёх боевых командах 3-й бртд, а также смену названия на «бригады», например, боевая команда «Эй» стала 1-й бригадой.
Чтобы подготовить своих солдат к вторжению на территорию ГДР, подразделения 3-й бронетанковой дивизии часто проводили полевые учения в Баварии в учебных центрах Хоэнфельс (Hohenfels), Уилдфлекен (Wildflecken) и Графенвёр (Grafenwöhr). На протяжении всего периода Холодной войны в Германии, начиная с середины 1956 года, дивизия также часто отправлялась в немецкую деревню для отработки учебных манёвров, включая, начиная с января 1969 года, то, что стало ежегодной военной игрой «Рефоргер» (Reforger), имитирующей вторжение в Западную Европу сил стран Варшавского договора.
На протяжении Холодной войны управление дивизии базировалось в Дрейкских Казармах (Drake Kaserne), а 143-й батальон связи и другие вспомогательные подразделения размещались через улицу в Эдвардских Казармах во Франкфурте-на-Майне. Ряд её подразделений базировался в других казармах по всей территории немецкой земли Гессен, в частности, в Эйерсских Казармах, в Кирх-Гоенсе и Шлосских Казармах в Буцбахе (БК «Эй» / 1-я бригада), Гельнхаузен (БК «Би» / 2-я бригада), Рэй Казармы в Фридберге (БК «Си» / 3-я бригада) и Флигерхорст под Ханау (в конечном итоге преобразованный в авиационную бригаду дивизии). NCO Academy состояла из двух рот: рота «Эй» была дислоцирована в средневековом замке в Усинген-Крансбурге, а рота «Би» в Буцбахе. Сама дивизия состояла в среднем из 15 000 солдат, организованных в три боевые команды (combat command), впоследствии переименованные в бригады (реорганизация в 1963 году) — формирования, сопоставимые по размеру с боевыми командами времён Второй мировой войны. Эти бригады были индивидуально укомплектованы по крайней мере одним батальоном, состоящим из мотопехоты, танков и артиллерии, а также различных вспомогательных подразделений, в том числе медицинских, инженерных и авиационных.

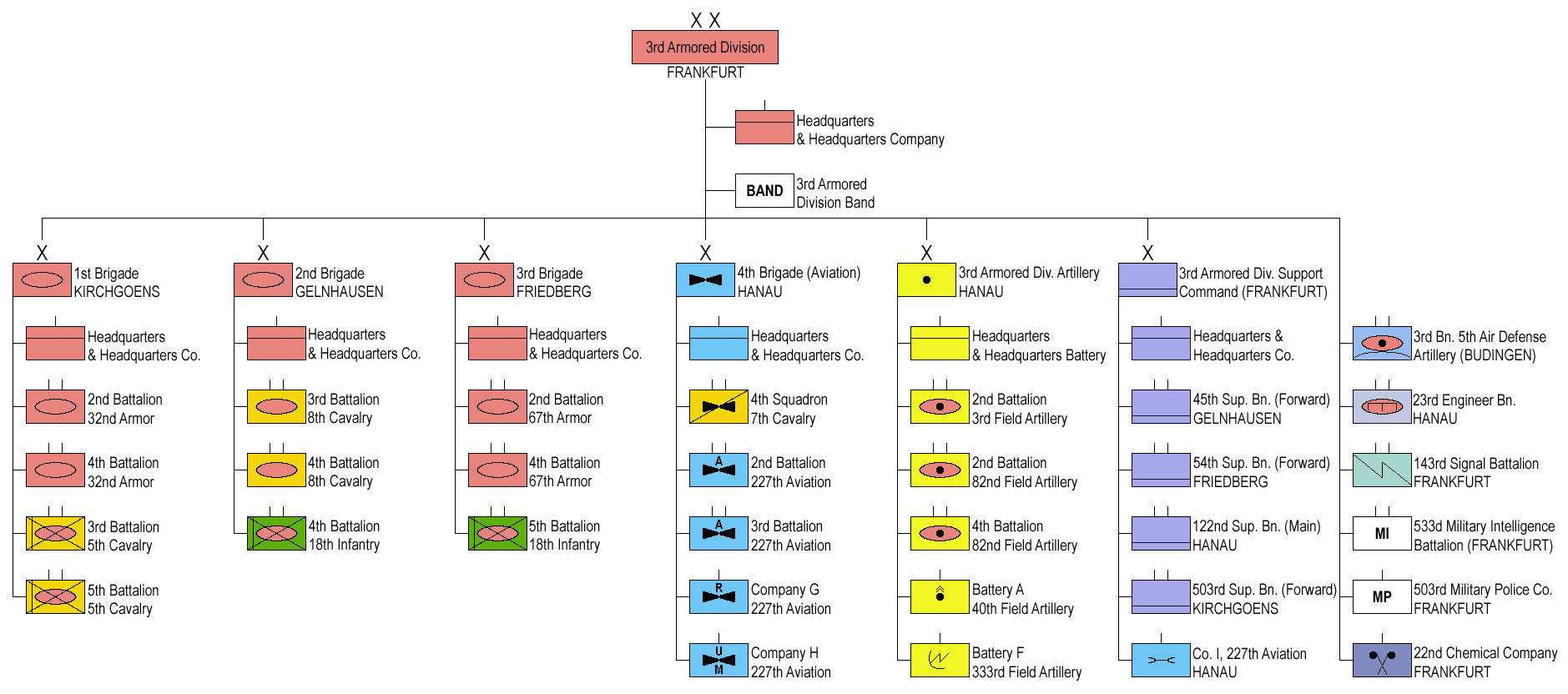
Состав 3-й бронетанковой дивизии на 1989 год.

Дивизия также была имела 533-й батальон военной разведки / CEWI (Combat Electronic Warfare and Intelligence) к 1980 году, заменив 503-ю роту военной разведки, которая ранее поддерживала разведывательный персонал дивизии.
Большинство казарм были расположены рядом с немецкими общинами или внутри них, что привело к оживлённой торговле и взаимодействию между солдатами и гражданским населением ФРГ. Однако некоторые из них находились в некотором отдалении, в частности Эйерсские Казармы («Скала»), где находилась 1-я бригада, за пределами Кирх-Гоэнса. Самым известным солдатом в 3-й бронетанковой дивизии в 1950-х годах был Элвис Пресли, назначенный в роту А, 1-го среднего танкового батальона, 32-го бронетанкового полка, боевой команды «Си» (Combat Command C) в Рэйских Казармах во Фридберге. После службы Пресли снял фильм Солдатский блюз, в котором он изображает военнослужащего 3-й бронетанковой дивизии небольшим полевым режимом, но с большими возможностями для пения, особенно во Франкфурте-на-Майне. В реальной жизни Пресли получил звание сержанта E5 ближе к концу своего тура по Германии, без возможности посещать NCO Academy, хотя у него было резервное обязательство после действительной службы. Возможно, он мог бы посещать NCO Academy, спонсируемую Резервом, после возвращения в CONUS. В фильме он носит знак E5 Spec 5, а не SGT E5. Колин Пауэлл также служил в 3-й дивизии. Он был назначен в 2-й танковый стрелковый батальон 48-го пехотного полка, боевая команда B, Колманские Казармы, Гельнхаузен, в период между 1958 и 1960 годами. Его служба в качестве командира началась в качестве командира мотопехотного взвода.
К 1990 году коммунизм в Восточной Европе рухнул, два немецких государства воссоединились, и ГСВГ была выведена обратно в Советский Союз. После этих событий Холодная война завершилась мирным путём, освободив подразделения Армии США в Европе для других развёртываний.

## Буря в пустыне

ОШС 3-й бронетанковой дивизии в ходе операции «Буря в пустыне».

В ответ на геополитические изменения в мире к концу Холодной войны, 3-й бронетанковой дивизии было поручено начать выборочное увольнение в запас различных военнослужащих и подразделения дивизии летом 1990 года. Некоторые подразделения, например 3-й зенитный дивизион 5-го артиллерийского полка ПВО (5th Air Defense Artillery), сдали снаряжение или влились в другие подразделения 3-й бртд к августу 1990 года, когда произошли важные события на Ближнем Востоке. В том же месяце Ирак оккупировал Кувейт, и вскоре после этого президент Джордж Буш (старший) направил войска США на ближневосточный ТВД, сначала для защиты Саудовской Аравии, а затем для изгнания иракских войск из Кувейта. Развёртывание передовых элементов 3-й бртд началось в декабре 1990 года, а оставшиеся подразделения должны прибыть к январю 1991. Отряды, которые были сокращены, были заменены или увеличены до полной силы. Например, 3-й зенитный дивизион 5-го артиллерийского полка ПВО (3-5 ADA) был заменён 5-м зенитным дивизионом 3-го артиллерийского полка ПВО (3d Air Defense Artillery) 8-й механизированной дивизии. Другие подразделения были присоединены к 3-й бртд, чтобы довести её численность до полного штата.

### Передислокация
3-я бронетанковая дивизия, которой командовал тогда генерал-майор Пол Функ, была одной из четырёх тяжёлых американских дивизий, развёрнутых вместе с 7-м армейским корпусом. Соединение было переброшено из Германии в Саудовскую Аравию, причем в некоторых случаях подразделения Национальной гвардии и резерва армии приняли на себя часть обязанностей отсутствующей дивизии в Германии, в то время как в других казармы были оставлены практически пустыми. Это массовое передислокация стала возможной благодаря окончанию Холодной войны.
После передислокации дивизия адаптировалась к климату пустыни, и её войска столкнулись с новыми проблемами в мобильности, тактике и обслуживании в песчаном и жарком климате. Различные подразделения Национальной гвардии и армейского резерва были тогда присоединены к дивизии на время конфликта, увеличив размер дивизии до более чем 20 000 военнослужащих — на 25 % больше, чем во время её пребывания в Германии.
Большинство военнослужащих дивизии так и не получили пустынную полевую форму Desert Battle Dress Uniforms из-за дефицита и вместо этого сражались в лёгкой летней униформе Woodland или в защитных костюмах MOPP для химической войны.

### Состав к началу операции
- 1-я бригада (1st Brigade)
  - Штаб и штабная рота (Headquarters and Headquarters Company (HHC), 1st Brigade)
  - 4-й батальон 32-го бронетанкового полка (4th Battalion, 32d Armor)
  - 4-й батальон 34-го бронетанкового полка (4th Battalion, 34th Armor) (придан от 8-й пехотной дивизии)
  - 3-й батальон 5-го кавалерийского полка (3d Battalion, 5th Cavalry)
  - 4-й батальон 5-го кавалерийского полка (5th Battalion, 5th Cavalry)
  - 2-й дивизион 3-го артиллерийского полка (2d Battalion, 3d Field Artillery)
  - 2-й дивизион 29-го артиллерийского полка (2d Battalion, 29th Field Artillery) (придан от 8-й пехотной дивизии)
  - Батарея Альфа 5-го дивизиона 3-го артиллерийского полка ПВО (Battery A, 5th Battalion, 3d Air Defense Artillery) (придана от 8-й пехотной дивизии)
  - 12-й инженерный батальон (12th Engineer Battalion) (придан от 8-й пехотной дивизии)
  - 503-й батальон поддержки (503d Support Battalion)
- 2-я бригада (2d Brigade)
  - Штаб и штабная рота (HHC, 2d Brigade)
  - 3-й батальон 8-го кавалерийского полка (3d Battalion, 8th Cavalry)
  - 4-й батальон 8-го кавалерийского полка (4th Battalion, 8th Cavalry)
  - 4-й батальон 18-го пехотного полка (4th Battalion, 18th Infantry)
- 3-я бригада (3d Brigade)
  - Штаб и штабная рота (HHC, 3d Brigade)
  - 2-й батальон 67-го бронетанкового полка (2d Battalion, 67th Armor)
  - 4-й батальон 67-го бронетанкового полка (4th Battalion, 67th Armor)
  - 5-й батальон 18-го пехотного полка (5th Battalion, 18th Infantry)
- Авиационная бригада (Aviation Brigade)
  - Штаб и штабная рота (HHC, Aviation Brigade)
  - 4-й эскадрон 7-го кавалерийского полка (4th Squadron, 7th Cavalry)
  - 2-й батальон 227-го авиационного полка (2d Battalion, 227th Aviation) (дополнен ротой A, 5-229th AVN незадолго до начала наземной операции)
  - 3-й батальон 227-го авиационного полка (3d Battalion, 227th Aviation) (из состава 18-го воздушно-десантного корпуса)
  - 9-й батальон 227-го авиационного полка (9th Battalion, 227th Aviation)
  - Оперативная группа «Вайпер» (Task Force Viper)
- Артиллерийское командование (Division Artillery (DIVARTY))
  - Штаб и штабная батарея (Headquarters and Headquarters Battery (HHB), DIVARTY)
  - Батарея Альфа 40-го артиллерийского полка (Battery A, 40th Field Artillery)
  - Батарея Фокстрот 333-го артиллерийского полка (Battery F, 333rd Field Artillery)
  - 2-й дивизион 3-го артиллерийского полка (2d Battalion, 3rd Field Artillery)
  - 2-й дивизион 82-го артиллерийского полка (2d Battalion, 82nd Field Artillery)
  - 4-й дивизион 82-го артиллерийского полка (4th Battalion, 82nd Field Artillery)
- Командование материально-технического обеспечения (Division Support Command (DISCOM))
  - Штаб и штабная рота (HHC, DISCOM)
  - 22-я рота РХБЗ (22d Chemical Company)
  - 503-й батальон передовой поддержки (503d Forward Support Battalion)
  - 54-й батальон передовой поддержки (54th Forward Support Battalion)
  - 45-й батальон передовой поддержки (45th Forward Support Battalion)
  - 122-й батальон основной поддержки (122d Main Support Battalion)
- Подразделения прямого подчинения (Division Troops)
  - Штаб и штабная рота (HHC, 3d Armored Division)
  - Оркестр (3d Armored Division Band)
  - 503-я рота военной полиции (503d Military Police Company)
  - 23-й инженерный батальон (23d Engineer Battalion)
  - 143-й батальон связи (143d Signal Battalion)
  - 533-й батальон военной разведки (533d Military Intelligence Battalion (CEWI))
  - 3-й дивизион 5-го артиллерийского полка ПВО (3rd Battalion, 5th Air Defense Artillery) был инактивирован и не участвовал в операции «Щит пустыни/Буря в пустыне»
- Приданные подразделения
  - 4-й батальон 34-го бронетанкового полка (4th Battalion, 34th Armor) (придан от 8-й пехотной дивизии)
  - 5-й дивизион 3-го артиллерийского полка ПВО (5th Battalion, 3d Air Defense Artillery) (придан от 8-й пехотной дивизии)
  - 3-й дивизион 20-го артиллерийского полка (3rd Battalion, 20th Field Artillery)
  - 2-й дивизион 29-го артиллерийского полка (2nd Battalion, 29th Field Artillery) (придан от 8-й пехотной дивизии)
  - 12-й инженерный батальон (12th Engineer Battalion) (придан от 8-й пехотной дивизии)
  - 302-й центр охраны тыла (302nd Rear Area Operation Center (RAOC))
  - 323-я рота РХБЗ (323rd Chemical Company)
  - 148-й отряд по связям с общественностью (148th Public Affairs Detachment, IDARNG)
  - 369-я рота кадровой службы (369th Personnel Service Company)
  - Рота Чарли 17-го батальона связи (Company C, 17th Signal Battalion)
  - 43-й отряд обезвреживания боеприпасов (43rd Ordnance Detachment (EOD))[6]

### Боевые действия
Первый день

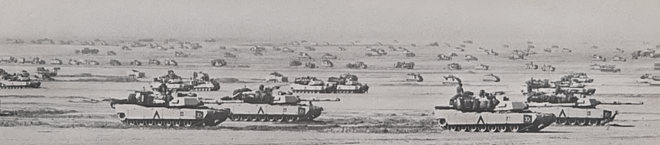
3-я бронетанковая дивизия пересекает рубеж перехода в атаку.

Наконец, после нескольких месяцев подготовки соединение перешло к рубежу перехода в атаку, рядом с 1-й бронетанковой дивизией на левом фланге и 2-м бронекавалерийским полком на правом фланге. В то время как иракская армия сконцентрировала бо́льшую часть своей обороны в самом Кувейте и вокруг него, 3-я бртд и остальной 7-й армейский корпус предприняли массированную танковую атаку на Ирак, к западу от Кувейта, полностью захватив иракцев врасплох.
Разведчики из 2-й бригады перешли в наступление днём 23 февраля 1991 года. Менее чем через два часа они проникли на несколько миль в Ирак и смогли захватить более 200 военнопленных. 24 февраля, в первый официальный день начала боевых действий, дивизия вступила в бой в рамках скоординированной атаки сотен тысяч союзных войск.
В первый день сражения 3-я бронетанковая дивизия продвинулась на 18 миль в Ирак, захватив более 200 пленных. К рассвету второго дня были взяты ещё 50 пленных, разведчики сообщали о подкреплении противника, приближающемся к дивизии.
Второй день
В 11 ч. 15 мин. второго дня все подразделения дивизии наконец-то пересекли рубеж перехода в атаку. День был отмечен стремлением проникнуть глубоко и быстро, нанося удар по цели к югу от Басры. В ходе его захвата различные подразделения дивизии вступали в бой с противником, захватывая пленных, сражаясь, иногда обходя вражеские опорные пункты, чтобы завоевать территорию, а иногда вступая в полномасштабную битву.
К вечеру второго дня 3-я бртд въехала в Ирак в глубину 53 мили, уничтожив десятки вражеских машин, взяв в плен сотни военнопленных, и была на грани достижения своей первой цели — достижения, которого планировщики войны не ожидали.
Третий день
В третий день боев, 26 февраля, дивизия приблизилась к своей цели и впервые столкнулась с Иракской республиканской гвардией, гораздо более сильным противником, чем те иракские силы, которые дивизия впервые встретила, и менее склонной к отступлению или сдаче. Противоборствующие силы включали в себя широко разрекламированную дивизию Республиканской гвардии «Тавакална», иракские 52-ю бронетанковую дивизию и части 17-й и 10-й бронетанковых дивизий. Дивизия участвовала в полномасштабных бронетанковых сражениях впервые со времён Второй мировой войны, и, как заявил один из ветеранов дивизии, «действий было более чем достаточно для всех».
Действия продолжались после наступления темноты, и к 18 ч. 40 мин. наземные и воздушные подразделения 3-й бронетанковой дивизии могли сообщить об уничтожении более 20 танков, 14 БТР, нескольких грузовиков и некоторых артиллерийских орудий. Ночь и песчаные бури мешали видимости, но тепловые системы прицеливания на борту танков M1A1 «Абрамс» и БМП М2 «Брэдли» позволяли солдатам выбивать иракские цели.
Четвёртый и пятый дни
К четвёртому дню дивизия достигла своей цели и преследовала своего, теперь отступающего, врага. Дивизия повернула на восток в Кувейт, продолжая наносить противнику тяжёлые потери и захватывать военнопленных по мере продвижения вперед, часто поражая новые вражеские подразделения, оборонительные бермы и окопы которые выходили на юг от своего северного фланга, что делало их оборону неэффективной. К вечеру силы, стоящие перед 3-й бртд, были практически уничтожены, а их остатки отступили.
К пятому дню боя дивизия достигла всех целей и продолжала продвигаться на восток, чтобы блокировать отступление Ирака из Кувейта, проводя операции по зачистке. Через сто часов после начала наземной кампании президент Буш объявил о прекращении огня.
28 февраля американская 3-я бронетанковая дивизия очистила цель «Дорсет» (Objective Dorset) после того, как встретила жесткое сопротивление и уничтожила более 300 машин противника. 3-я бригада дивизии также захватила 2500 вражеских военнопленных.
Итоги
В разгар операции 3-я бронетанковая дивизия насчитывала 32 батальона и 20 533 человека. Это была крупнейшая коалиционная дивизия в войне в Персидском заливе и крупнейшая в истории бронетанковая дивизия США. В его движущемся арсенале находились 360 основных боевых танков Абрамс, 340 боевых машин Брэдли, 128 155-мм самоходных гаубиц, 27 ударных вертолётов Апач, 9 тактических ракетных комплексов и многое другое.
Во время наземной войны 3-я бртд уничтожила сотни иракских танков и транспортных средств и захватил более 2400 иракских заключённых. 3-я бртд участвовала в битве на 73 истинг и битве при Норфолке. 3-я бронетанковая дивизия имела три танка M1A1 Абрамс, повреждённых во время боевых действий. 3-я бронетанковая дивизия потеряла 15 солдат убитыми в период с декабря 1990 года до конца февраля 1991 года. Приблизительно 7 солдат были убиты в бою, а ещё 27 солдат дивизии были ранены в бою во время боевых действий.
В 1991 году историк дивизии Дэн Петерсон, сравнивая показатели соединения во Второй мировой войне и в «Буре в пустыне», заявил: «История всегда повторяется — 3-я бронетанковая дивизия была остриём копья в обеих войнах».
После войны 3-я бронетанковая дивизия была одним из первых формирований, развёрнутых в лагере Доха (Camp Doha), Кувейт, обеспечивая защиту Кувейта при его восстановлении.

## Расформирование
После Бури в пустыне ряд подразделений дивизии были переведены в 1-ю бронетанковую дивизию.
17 января 1992 года 3-я бронетанковая дивизия официально расформирована в Германии, во время церемонии во Франкфурте в штаб-квартире дивизии Дрейкских Казармах.
«Сэр, это мой последний салют. Миссия выполнена», — сказал генерал-майор Джерри Резерфорд (Jerry Rutherford), командир дивизии. Резерфорд предшествовал последнему приветствию генерала Кросби Э. Сэнта, командующего USAREUR, с громким криком «Остриё копья!» (Spearhead!). Затем цвета дивизии были возвращены в Соединённые Штаты.
Официальный выход на пенсию состоялся в Форт-Ноксе 17 октября 1992 года. На церемонии присутствовали несколько бывших генералов-командиров Острия копья и ветераны дивизии всех эпох. В традиционной церемонии командование сержант-майор Ричард Л. Росс, держа знамя дивизии боевыми стримерами, передал его генералу Фредерику М. Фрэнксу-младшему, завершив официальное расформирование дивизии и 3-я бронетанковая дивизия была удалена из официальной структуры сил Армии США.